# Achromadora dubia
Achromadora dubia is een rondwormensoort uit de familie van de Cyatholaimidae.